# Stanak
Stanak je često korišteno ime za zbor plemstva u srednjovjekovnoj Bosni. Korišteni su i nazivi Rusag (od mađarske riječi orszag što znači zemlja), Zbor, Sva Bosna ili samo Bosna, dok su Dubrovčani koristili i neke latinske termine. Prvo korištenje izraza zabilježeno je u povelji Tvrtka I iz 1354 pod punim nazivom Stanak sve zemlje Bosne i daljnjih kraja Zagorja i Humske zemlje. Izraz se koristio i kao općeniti naziv u srednjovjekovnoj Hrvatskoj i Bosni za različite vrste sastanaka, od lokalnih vijeća i zborova stanovništva do feudalnoga sabora.
Pravo sudjelovanja na bosanskom državnom saboru imala je sva bosanska vlastela, ali autoritet u krajnjim odlukama uglavnom bio je rezerviran za najviše plemstvo. Zbor se sazivao zbog različitih prigoda, kao što su unutrašnja pitanja poput nasljeđivanja i smjene vladara. Dodatno, na stanku odlučivalo se o prodaji ili ustupanja bosanske državne teritorije susjednim državama, sklapanja i potpisivanja ugovora i drugih važnih pitanja. Vladari bi na osnovu odluka sabora izdavali povelje.
Okupljanja su bila uglavnom u mjestima gdje je vladar imao svoj dvor, obično u Milama, Milodražu, Bobovcu, Kraljevoj Sutjesci i Jajcu.
Utjecaj zbora svoj vrhunac imao je između 1390. i 1420. Većina jugoslavenskih povjesničara gledala je na zbor kao primjer bosanskog jedinstva, dok je američki povjesničar John Van Antwerp Fine argumentirao da je to oslikavalo slabost vladara i decentralizaciju bosanske države.

## Također pogledajte
- Bosanska Banovina
- Bosansko Kraljevstvo